# Werner Wehrmeyer
 Werner Wehrmeyer (* 10. März 1931 in Rheine in Westfalen; † 30. April 2010) war ein deutscher Botaniker, Phykologe (Algenforscher), Zellbiologe und Hochschullehrer.
Sein botanisches Autorenkürzel lautet „Wehrmeyer“.
Werner Wehrmeyer, promoviert zum Dr. rer. nat., habilitierte sich 1967 an der TH Hannover und wurde im selben Jahr an das damalige Botanische Institut der Philipps-Universität Marburg berufen. Ab 1968 war er Wissenschaftlicher Rat und Professor. In Marburg vertrat er als Professor für Botanik erstmals die damals noch neue Zellbiologie. 1981 erhielt er als Nachfolger von Hans-Adolf von Stosch (1908–1987) den Lehrstuhl für Algologie. Wehrmeyer lebte in Kirchhain.

## Schriften
- Beiträge zur licht- und elektronenmikroskopischen Analyse der tabakmosaikvirus-infizierten Pflanzenzelle. Münster, Math.-naturwiss. Fakultät, Dissertation vom 3. Juni 1958
- Über Lipoidbildung an Thylakoid- und Tubularstrukturen während der Plastidenentwicklung in Phaseolus vulgaris L. Hochschulschrift. Hannover, Tierärztl. Hochschule, Habilitations-Schrift vom 6. Juni 1967
- Prof. Hans Adolf von Stosch (1908–1987). In Memoriam. In: Phycologia, Dezember 1987, Vol. 26, No. 4, pp. 505–507. doi:10.2216/i0031-8884-26-4-505.1